# Vanligt dödsbud
Vanligt dödsbud (Blaps mortisaga) är en art i insektsordningen skalbaggar som fått sitt namn för att somliga upplevt den som ett dåligt omen.
Skalbaggen är Sveriges största svartbagge, med en kroppslängd på 20 till 25 millimeter. Ryggskölden är svart med matt glans. Halsskölden är ungefär lika lång som den är bred. Täckvingarna löper ut baktill i en spets. Antennerna är trådlika och lika långa som halsskölden är bred. 
Skalbaggen rör sig långsamt och lever ofta av ruttnande vegetabiliskt avfall i fuktiga lokaler som kvarnar, magasin, källare och brygghus. I Sverige finns arten framför allt i den södra delen av landet. Skalbaggarna av släktet Blaps påträffas allt mer sällan inomhus på grund av bättre byggnader och noggrannare kontroll av livsmedelshanteringen.
Tron att dess framträdande förebådar dödsfall är mycket gammal och utbredd i Europa.